# روجرز جارلاند ألبريتون
روجرز جارلاند ألبريتون (بالإنجليزية: Rogers Garland Albritton)‏ هو رئيس جامعة هارفارد ورئيس أقسام الفلسفة بجامعة كاليفورنيا بلوس أنجلوس. وُلد في 15 أغسطس عام 1923 وتُوفي في 21 مايو عام2002، واعتبره أقرانه من أرقى العقول الفلسفية في القرن العشرين. ذاع صيته على الرغم من منشوراته القليلة جدًا، ودخل في معجم دانيال دنيت الفلسفي. شملت التخصصات الفلسفية التي اهتم بها الفلسفة القديمة، وفلسفة العقل، والإرادة الحرة، والشك، والميتافيزيقيا وعمل لودفيغ فيتجنشتاين.

## حياته المُبكرة
وُلد ألبريتون في كولومبوس بولاية أوهايو. قُبل في مدرسة سوارزمور العريقة في سن الخامسة عشر، لكنه تركها للعمل في سلاح الجو في الحرب العالمية الثانية.ثم حصل على درجة البكالوريوس من كلية سانت جون، أنابوليس في عام 1948.
درس لمدة عام في كلية سانت جونز، وبدأ التدريس بدوام كامل في جامعة كورنيل بعد إتمامه ثلاث سنوات من الدراسات العليا في جامعة برينستون. حصل على الدكتوراه من جامعة برنستون في عام 1955، ودرس في جامعة كورنيل لمدة عام آخر، قبل أن يتم تعيينه في جامعة هارفارد في عام 1956. وقد تولى المنصب في جامعة هارفارد في عام 1960، وشغل منصب الرئيس من عام 1963 إلى عام 1970.وفي عام 1968، انتُخب زميلًا في الأكاديمية الأمريكية للفنون والعلوم. وفي عام 1972، انتقل إلى جامعة كاليفورنيا في لوس أنجلوس حيث شغل منصب الرئيس من عام 1979 إلى عام 1981. وفي عام 1984 شغل منصب رئيس القسم الغربي ثم قسم المحيط الهادئ للرابطة الفلسفية الأمريكية.
تُوفي في عام 2002 جراء إصابته بداء الانسداد الرئوي المزمن.

## حرية الإرادة مقابل حرية العمل
فرّق الخطاب الرئاسي الذي كتبه عام 1985 وقرأه أمام الرابطة الفلسفية الأمريكية بعنوان حرية الإرادة وحرية العمل بين الحرية المميزة للعمل، أي حرية ما سنقوم به من أفعال، وحرية الإرادة نفسها.
كما قال في خطابه:
«عندما تكون هناك إرادة، فهناك وسيلةٌ ما دائمًا».
كان هذا الأمر غير عادي، لأنه تم تحديد حرية الإرادة مع حرية التصرف من قبل المتضامنين منذ توماس هوبز وديفيد هيوم.

## روابط خارجية
- Rogers Albritton on Information Philosopher